# Ал Рийс
Ал Рийс (на английски: Al Ries) е американски маркетолог, автор на редица книги по управление на бизнеса. Президент е на „Рийс & Рийс“ - фирма за маркетинг стратегии от Атланта, щата Джорджия, САЩ.
Рийс е маркетинг стратег и автор (или съавтор) на 11 книги за маркетинг, сред тях:
- „Позиционирането: битката за вашето съзнание“,
- „Маркетингова война“,
- „22 неизменни закона на маркетинга“,
- „Залезът на рекламата и възходът на ПР“ и
- най-новата – „Произходът на марките“.

Книгата му „Залезът на рекламата и възходът на ПР“ генерира огромен интерес в маркетинговата общност. Оглавява класациите за бестселъри на „Бизнес уик“ и на „Уолстрийт джърнъл“. Получава отзиви и от „Ю Ес Ей тудей“, „Харвард бизнес ревю“, „Бостън глоуб“, „Чикаго сън таймс“ и много други издания.